# Петруненки
Петруненки — деревня в Фалёнском районе Кировской области России. Административный центр Петруненского сельского поселения.

## География
Деревня находится в восточной части Кировской области, в подзоне южной тайги, на правом берегу реки Луговки, на расстоянии приблизительно 23 километров (по прямой) к юго-западу от посёлка городского типа Фалёнки, административного центра района. Абсолютная высота — 181 метр над уровнем моря.
Климат
Климат характеризуется как континентальный, с продолжительно холодной многоснежной зимой и умеренно тёплым летом. Среднегодовая температура составляет 1,3 °C. Средняя температура воздуха самого тёплого месяца (июля) — 17,8 °C; самого холодного (января) — −14,7 °C. Среднегодовое количество атмосферных осадков составляет 555 мм. Снежный покров образуется в первой декаде ноября и держится в течение 162 дней.

## История
В «Списке населенных мест Российской империи», изданном в 1876 году, населённый пункт упомянут как казённый починок Лекомской (Петруненской, Петруненки) Глазовского уезда (1-го стана), при реке Луговке, расположенный в 75 верстах от уездного города Глазова. В починке насчитывалось 20 дворов и проживало 180 человек (84 мужчины и 96 женщин).

В 1926 году население деревни составляло 221 человек (106 мужчин и 115 женщин). Насчитывалось 41 хозяйство (все крестьянские). В административном отношении Петруненки являлись центром Петруненского сельсовета Фаленской волости Слободского уезда.

## Население
| 1763 | 1873 | 1891 | 1905 | 1926 | 1950 | 1989 |
| ---- | ---- | ---- | ---- | ---- | ---- | ---- |
| 42   | ↗180 | ↘179 | ↗191 | ↘118 | ↘42  | ↗414 |
| 2002 | 2010 |      |      |      |      |      |
| ↘314 | ↘269 |      |      |      |      |      |

Половой состав
По данным Всероссийской переписи населения 2010 года в гендерной структуре населения мужчины составляли 45,4 %, женщины — соответственно 54,6 %.
Национальный состав
Согласно результатам переписи 2002 года, в национальной структуре населения русские составляли 91 % из 314 чел.